# Movimiento Socialista Árabe
El Movimiento Socialista Árabe (árabe: حركة الاشتراكيين العرب Harakat Al-Ishtirakiyin Al-'Arab), también conocido como Partido Socialista Árabe es un partido político en Siria.
Es un partido socialista árabe, con raíces en el movimiento campesino. Sus raíces remontan al grupo radical antifeudal de 1930 dirigido por Akram al-Hawrani y posiblemente fundado por el mismo o por Michel Aflaq pero fue formalmente establecido el 5 de enero de 1940. Se fusionó con el Movimiento Baaz Árabe en 1947, solo para retirarse de nuevo en 1963. Está dividido en varias ramas. Una es parte del Frente Nacional Progresista de partidos legalmente licenciados que aceptan el liderazgo constitucional del Partido Baaz. En la elección parlamentaria del 22 de abril de 2007 esta rama fue galardonada con 3 de los 250 escaños del Consejo Popular de Siria. Otra rama también ha ganado el reconocimiento legal y la representación parlamentaria, pero bajo el nombre Movimiento del Voto Nacional. Una tercera facción sigue en la oposición, formado parte del Reagrupamiento Democrático Nacional.
- Datos: Q268280